# A Rainha do Ferro Velho
A Rainha do Ferro Velho é uma comédia americana de Garson Kanin.

## Sinopse
Born Yesterday (titulo original) é uma comédia que retrata a história de um  multimilionário brutamontes e de uma atriz espetáculos de revista, que acaba por se apaixonar por um professor que a ensina e lhe abre os olhos para o mundo.

## Elenco
A última encenação em Portugal foi pela mão de Filipe La Féria em 2004 - 2005. Com as interpretações de Maria João Abreu, João Baião, José Raposo, Lurdes Norberto, Canto e Castro, Joaquim Rosa, Nuno Guerreiro, Mário Jacques, Rosa Areia, Tiago Diogo, Adérito Lopes, Bruno Mendes, Carla Lourenço e Marco Pires.
Esteve em cena no Teatro Politeama em Lisboa, Teatro Angrense em Angra do Heroísmo (Açores) e no Teatro Sá da Bandeira no Porto.

## Fonte
- Página do CETbase - Teatro em Portugal[ligação inativa]
- Página do Teatro Politeama - Lisboa